# Sarah Gregorius
Sarah Joelle Gregorius (Lower Hutt, 6 agosto 1987) è una calciatrice neozelandese, attaccante della nazionale neozelandese.

## Carriera

### Club
Sarah Gregorius inizia la sua carriera senior vestendo la maglia del Capital Football dalla stagione 2004 della National Women's League (NWL), livello di vertice del campionato neozelandese femminile di calcio, continuando l'attività nel campionato nazionale in varie squadre fino al 2011.
Nell'estate del 2011 decide di trasferirsi in Europa, accordandosi con il Bad Neuenahr per giocare in Frauen-Bundesliga, massimo livello del campionato tedesco, dalla stagione 2011-2012. Il tecnico Colin Bell la impiega fin dalla 1ª giornata del campionato facendola debuttare in Bundesliga il 21 agosto di quell'anno, nell'incontro casalingo pareggiato 2-2 con le avversarie del Friburgo, mentre va a rete per la prima volta con una doppietta siglata alla 7ª giornata, il successivo 6 novembre, reti con cui assicura la vittoria casalinga sul 2001 Duisburg. Al termine della stagione Gregorius colleziona 20 presenze in campionato, siglando 4 reti, alle quali si aggiungono le 3 presenze in Coppa di Germania, condividendo con le compagne il 7º posto in campionato e i quarti di finale in Coppa, eliminate dal Bayern Monaco che si aggiudicherà poi il torneo.
Gregorius rimane legata alla società anche la stagione seguente, con la squadra che conclude il campionato al 6º posto, dove marca 21 presenze e 3 reti, mentre in Coppa, 2 presenze e una rete, viene eliminata agli ottavi di finale dal Turbine Potsdam.
Esauriti gli impegni con il termine della stagione, nell'estate 2013 si trasferisce in Inghilterra siglando un accordo con il Liverpool per giocare in WSL 1 per la seconda parte della stagione, e con il quale festeggia la vittoria del campionato inglese. Gregorius fa il suo debutto il 3 agosto, nell'incontro perso 3-0 in casa con l'Arsenal, sostituendo al 65' la svedese Louise Schillgard.

## Palmarès

### Club
- Campionato inglese: 1

Liverpool: 2013

### Nazionale
- Coppa delle nazioni oceaniane femminile: 3

2010, 2014, 2018

### Individuale
- Capocannoniere della Coppa delle nazioni oceaniane femminile: 1

2018 (8 reti, a pari merito con Meagen Gunemba)